# Ford CD4
Ford CD4 — автомобильная платформа компании Ford, выпускающаяся с 2012 года.

## Описание
Платформа Ford CD4 устанавливается на передне- и полноприводные автомобили и подзаряжаемые гибриды. Платформа CD4 разработана в рамках стратегии One Ford, чтобы сократить месяцы разработки, снизить затраты и быстрее выводить автомобили на рынок.

## Модификации
- CD4.1 — платформа для среднеразмерных автомобилей
  - 2013—2022 Ford Fusion/Mondeo (CD391)
  - 2013—2020 Lincoln MKZ (CD533)
- CD4.2 — платформа для внедорожников и минивэнов
  - 2015 — настоящее время Ford Edge (CD539N / CD539X / CD539C / CD389)[2]
  - 2015—2018/2019—2023 Lincoln MKX/Nautilus (U540)
  - 2016—2023 Ford S-Max (CD539E/CD389)
  - 2016—2023 Ford Galaxy (CD390)
- CD4.3 — платформа для полноразмерных автомобилей
  - 2016—2022 Ford Taurus (D568C)
  - 2016—2020 Lincoln Continental (D544)